# Оперативне групе НОВЈ
Оперативне групе су биле привремене оперативне јединице Народноослободилачке војске Југославије (НОВЈ) које су се формирале за извршавање одређених војних операција. Постојале су у периоду од новембра 1941. до формирања армија, јануара 1945. године. У почетку рата обухватале су мање јединице, батаљоне и партизанске одреда, а касније веће јединице бригаде и дивизије. Највећу оперативну групу чинила је Прва армијска група, формирана у лето 1944. за потеребе продора у Србију и ослобођење Београда, која је обухватала два корпуса и неколико дивизија.
На саветовању Главног штаба НОПОЈ у Столицама, септембра 1941. Врховни штаб је покрајинским и другим војним руководствима издао упутство о груписању више батаљона ии одреда за поједине задатке. Прву већу групацију одреда и батаљона формирану 1941. представља Црногорски НОП одред за операције у Санџаку, као и групе батаљона и одреда које су се повлачиле из Србије током Прве непријатељске офанзиве. Почетком марта 1942. Врховни штаб је формирао Ударну групу бригада, сачињену од Друге пролетерске и главнине Прве пролетерске бригаде, која је у току петнаестодневних борби разбила четничке снаге и поново ослободила подручје Власенице, Братунца, Сребренице и Дрињаче. Приликом напада на усташко упориште Борач, у Херцеговини, 17. и 18. априла 1942. учествовала је група ударних батаљона коју су сачињавали — Први црногорско-херцеговачки ударни батаљон, један батаљон Друге пролетерске бригаде, по један батаљон из Дурмиторског и Никшићког одреда и део снага Херцеговачког партизанског одреда. Оперативни штаб НОП одреда Босанске Крајине формирао је посебну групу одреда, сачињену од Првог и Другог крајишког одреда, која је маја 1942. ослободила Приједор и Љубију. На подручју Лике и Кордуна, почетком 1942. образована је група личких, односно кордунашких одреда, које су постигле крупне успехе током првих месеци те године.
Након Треће непријатељске офанзиве и формирања три нове бригаде Врховни штаб је јуна 1942. на Зеленгори поново формирао Ударну групу бригада, сачињену од Прве и Друге пролетерске, Треће санџачке и Четврте црногроске бригаде. Ова група је под непосредним руководством Врховног штаба извршила поход у Босанску Крајину и остварила до тада најкрупнији војни подухват. Након формирања Народноослободилачке војске Југославије, новембра 1942, формиране су прве дивизије и корпуси, а јануара 1943. на почетку Четврте непријатељске офанзиве, наредбом Врховног штаба оформљена је Главна оперативна група дивизија, коју су сачињавале 1 . и 2. пролетерска и 3. ударна дивизија. Марта 1943. у њен састав ушле су 7. банијска и 9. далматинска дивизија, а маја 1943. Шеста источнобосанска и Мајевичка бригада. Ова оперативна група дивизија, била је под непосредном командом Врховног штаба, а формирана је са задатком да из Босанске Крајине изврши продор у Херцеговину и Црну Гору и даље према Србији. Период њеног постојања поклапа се са трајањем Четврте и Пете непријатељске офанзиве, као и повратку главнине партизанских снага у Босанску Крајину, када је расформирана.
Штаб Другог ударног корпуса формирао је 14. марта 1944. Оперативну групу дивизија, коју су сачињавле 2. пролетерска и 5. крајишка дивизија, са задатком да изврши продор преко преко Златибора у западну Србију. Команду над овом оперативном групом имао је Штаб 5. крајишке дивизије, због чега се она називана „Група Морача”, по команданту 5. крајишке дивизије Милутину Морачи. Подршку овој групи требале су да пруже 16. војвођанска и 17. источнобосанска дивизија форсирањем Дрине из правца Босне, али како у томе нису успеле, операција је усед јаке немачке одбране обустављена, а оперативна група расформирана. Јула 1944, наређењем Врховног штаба, обновљена је Оперативна група дивизија са задатком продора у Србију, а сачињавале су је 2. пролетерска, 5. крајишка и 17. источнобосанска дивизија. Форсирањем Ибра, код Рашке, крајем јула 1944. ова оперативна група учествовала је у борбама против немачких и четничких јединица у западној и јужној Србији. Септембра 1944. оперативна група ушла је у састав тада формиране армијске групе.
Највећа оперативна група у току Народноослободилачког рата била је Прва армијска група, формирана 15. септембра 1944. наредбом Врховног штаба са задатком ослобођења западне Србије и Шумадије, као и садејству јединицама Црвене армије у ослобођењу Београда. У саставу армијске групе, која се налазила под командом Штаба Првог пролетерског корпуса, били су 1. пролетерски и 12. војвођански корпус и Оперативна група дивизија, као и 28. славонска дивизија. Ослобођењем Београда, армијска група је расформирана.
Крајем 1944, наредбом Врховног штаба, формирана је Јужна оперативна група дивизија, која је представљала обједињавање већине јединица под командом Главног штаба НОВ и ПО Србије и у њен састав су ушли — 14. српски корпус (23, 25. и 45. српска дивизија), 17. источнобосанска и 28. славонска дивизија, а 1. јануара 1945. од ове групе је формирана Друга армија. Током 1945. Штабови армија су током појединих операција у склопу завршних борби за ослобођење Југославије, формирали одређене групе дивизија — на Сремском фронту формирана је Босутска оперативна група, приликом борби за ослобођење Карловца формирана је Карловачка оперативна група, током борби за ослобођење Сарајева формирана је Сарајевска оперативна група и др.

## Списак оперативних група
| назив                                  | период постојања                 | команда                     | јединице                                                                                           | разлог формирања                                              | реф         |
| -------------------------------------- | -------------------------------- | --------------------------- | -------------------------------------------------------------------------------------------------- | ------------------------------------------------------------- | ----------- |
| Главна оперативна група Врховног штаба | јануар — октобар 1943.           | Врховни штаб НОВ и ПОЈ      | 1 . и 2. пролетерска, 3. ударна, 7. банијска и 9. далматинска дивизија                             | одбрамбене борбе током Четврте и Пете непријатељске офанзиве  | [ 5 ] [ 2 ] |
| Унска оперативна група                 | 29. април — септембар 1943.      |                             | |                                                               | [ 6 ] [ 7 ] |
| Унска оперативна група                 | 2. фебруар 1944 — фебруар 1945.  |                             | |                                                               | [ 6 ] [ 7 ] |
| Дринска оперативна група               | 10. мај 1943 — 3. јун 1943.      | Штаб 2. пролетерске бригаде | 6. источнобосанска, Мајевичка бригада и 2. пролетерска бригада                                     | покушај продора преко Дрине                                   | [ 5 ]       |
| Приморска оперативна група             | 23. фебруар — 31. децембар 1944. |                             | | борбе у Црној Гори                                            | [ 8 ]       |
| Оперативна група дивизија              | 14. март — мај 1944.             | Штаб 5. крајишке дивизије   | 2. пролетерска и 5. крајишка дивизија, уз садејство 16. војвођанске и 17. источнобосанске дивизије | продор у Србију и помоћ снагама Главног штаба НОВ и ПО Србије | [ 3 ]       |
| Оперативна група дивизија              | јул — 15. септембар 1944.        |                             | 2. пролетерска, 5. крајишка и 17. источнобосанска дивизија                                         | продор у Србију и помоћ снагама Главног штаба НОВ и ПО Србије | [ 3 ]       |